# 高埔村 (元朗區)
高埔村（英語：Ko Po Tsuen）是一條位於香港元朗區錦田地區的鄉村。

## 行政區劃
高埔村是錦田鄉事委員會其中一個鄉村代表。在選舉劃分上，該村被劃為錦田選區，現時有關區議會議席懸空（前任區議員為李頌慈）。

## 外部連結
- 居民代表選舉高埔村（錦田）的劃定現有鄉村範圍（2019－2022年） （页面存档备份，存于）（亦包括錦慶圍）
- 包含高埔村相片的博客文章 （页面存档备份，存于）

22°26′28″N 114°03′23″E / 22.440988°N 114.056382°E